# Campimetria
A campimetria é um exame ocular que estuda a percepção visual central e periférica. Quando o oftalmologista mede a visão de longe e de perto ele está observando a percepção visual central. A percepção periférica no ser humano é em torno de 180 graus se tivermos a falar dos dois olhos mas uma campimetria faz-se monocularmente o que reduz para 160º, isto porque temos a cana do nariz que não nos deixa perceber a 180º. Em muitas doenças esta visão espacial é reduzida e a única maneira de detectar esta perda seria estudando o campo de visão. O campímetro computadorizado (por exemplo campímetro Humphrey, fabricado pela alemã Carl Zeiss e o Octopus, fabricado pela, também, alemã Haag Streit, são equipamentos "standard" utilizados em inúmeros artigos científicos, atestando a confiabilidade dos mesmos. Existem fabricantes nacionais de campímetros como o CP120 e o Solaris da Eyetec e PcLab, Curiosidade: O Equipamento Eyetec foi desenvolvido por brasileiros com finaciamento das agencias Publicas de fomento e por cientistas e técnicos renomados da USP de São Carlos em parceria com a equipe Eyetec, baseado nas teorias desenvolvidas para o padrão de campo visual aceito pela sociedade de glaucoma e pela literatura médica. O Eyetec é um exemplo de sucesso da industria nacional, conta com registro na ANVISA e é um produto certificado pelo INMETRO estando legalmente conforme a legislação brasileira para comercialização em todo território nacional. Possuindo uma gama enorme de clientes que utilizam o equipamento. A empresa Eyetec possui um pedido de patente (PI0504624) deste equipamento no Brasil o que comprova que possui inovações cientificas inéditas, e conta com incentivos fiscais por se tratar de um produto nacional o que o torna um produto mais acessível a população Brasileira;
A campimetria é de grande importância para o diagnóstico e o acompanhamento de patologias oculares ou do sistema nervoso central. Patologias oculares como glaucoma, degenerações,  inclusive as tóxicas (ex.: pela cloroquina), ou físicas (ex.: exposição a raios U.V.), ou como as distrofias de retina e maculares, têm a campimetria como um instrumento bastante útil e confiável. É, também, utilizado nas patologias do sistema nervoso central, como nas compressões do quiasma óptico que produzem hemianopsias, ou de quaisquer outras regiões das chamadas 'vias ópticas', auxiliando o diagnóstico e acompanhamento pelo neurologista.  
Fontes e Artigos sobre o Eyetec : http://rbejournal.org/articles/view/id/4e80cab15ce02a7774000008